# 사제의 소송

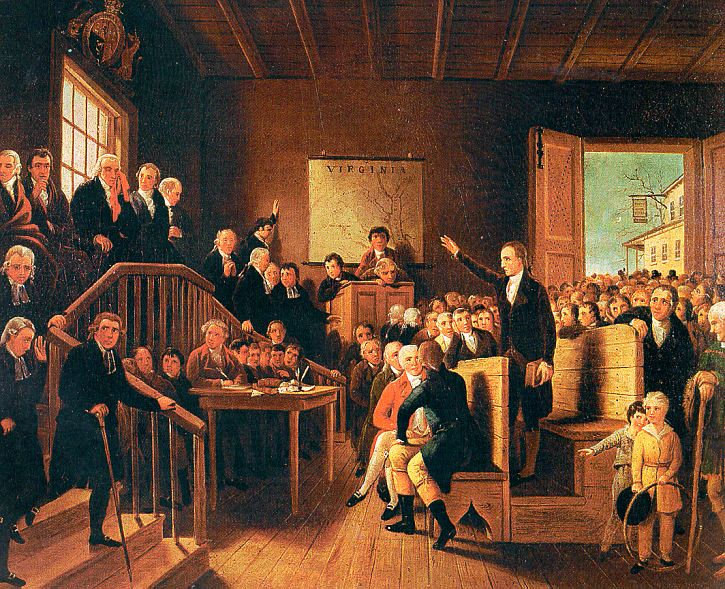

사제의 소송(Parson's Cause)은 미국 혁명에 결정적인 영향을 준 버지니아 주의회에서 열린 법적이며 정치적인 논쟁이다. 패트릭 헨리의 아버지인 존 헨리가 이 법정 회의의 판사로 활동하였다.
1758년에 통과된 2페니 법은 흉작을 낸 담배 가격이 2페니에서 6페니로 오르자, 사제의 봉급이 오르게 된 원인이 되었다. 조지 3세는 이 법을 무효화했고 곧 식민지 거주인의 분노를 사도록 만들었다.
이에 대한 패트릭 헨리는 조지 3세의 결정에 대해 독재자적인 행동이라며 규탄하였다.